# 长梗常春木
长梗常春木（学名：Merrilliopanax listeri）为五加科常春木属的植物，为中国的特有植物。分布在中国大陆的云南等地，生长于海拔1,600米至3,300米的地区，一般生于森林及灌木林中，目前尚未由人工引种栽培。

## 别名
长果柄常春木（中国高等植物图鉴）

## 异名
- Merrilliopanax chinensis H. L. Li p. p. maj